# Bạch Thủy
Bạch Thủy (chữ Hán phồn thể:白水縣, chữ Hán giản thể: 白水县) là một huyện thuộc địa cấp thị Vị Nam, tỉnh Thiểm Tây, Cộng hòa Nhân dân Trung Hoa. Huyện này có diện tích 920 ki-lô-mét vuông, dân số năm 2002 là 280.000 người. Về mặt hành chính, huyện được chia thành 5 trấn, 13 hương.
- Trấn: Thành Quan, Đỗ Khang, Tây Cố, Lương Lôi, Nghiêu Hòa.
- Hương: Thành Giao, Bắc Tỉnh Đầu, Lôi Nha, Lôi Thôn, Môn Công, Thâu Thủy, Tung Tự, Sử Quán, Bắc Nguyên, Đại Dương, Hứa Đạo, Lâm Cao, Vân Đài.